# Saulzet
 Saulzet  es una población y comuna francesa, en la región de Auvernia, departamento de Allier, en el distrito de Vichy y cantón de Gannat.

## Demografía
| 337 | 354 | 316 | 312 | 340 | 330 |
| Para los censos de 1962 a 1999 la población legal corresponde a la población sin duplicidades (Fuente: INSEE [Consultar]) |     |     |     |     |     |